# 今治市社会福祉協議会
社会福祉法人今治市社会福祉協議会（いまばりししゃかいふくしきょうぎかい）は、愛媛県今治市南宝来町に本部を置く社会福祉法人（社会福祉協議会）である。

## 概要
1951年7月に任意団体「今治市社会福祉協議会」として発足。1961年4月には社会福祉法人として厚生省より認可を受け、同年5月に社会福祉法人として設立登記した。2005年1月16日の今治市・越智郡11町村合併に伴い、同市町村の社会福祉協議会が合併し、新「今治市社会福祉協議会」が発足した。

## 沿革

### 旧今治市社会福祉協議会
- 1951年7月 - 任意団体として「今治市社会福祉協議会」発足。
- 1955年4月 - 世帯更生資金（現：生活福祉資金）貸付制度発足。
- 1960年4月 - 今治市心配ごと相談所を開設。
- 1961年
  - 4月 - 社会福祉法人として厚生省より認可。
  - 5月 - 社会福祉法人の設立登記。
- 1962年8月 - 愛媛まごころ銀行今治支店を開設。
- 1963年6月 - 家庭奉仕員（ホームヘルパー）派遣事業開始。
- 1967年10月 - 第1回今治市社会福祉大会を開催。
- 1968年6月 - 会員制度が発足。
- 1969年
  - 10月 - 社会福祉協議会会報（現：こころ）を発刊。
  - 11月 - 厚生省の指導により特別養護老人ホーム日高荘・泉荘、有料老人ホーム岡本寮を今治福祉施設協会に移管。
- 1971年
  - 4月 - 今治中央乳児保育所を今治福祉施設協会に移管。
  - 11月 - 第1回福祉学級（ボランティアスクール）開催。
- 1974年4月 - 今治社会福祉センターが竣工。
- 1982年10月 - 在宅福祉推進モデル地区育成事業指定（清水地区）を受ける。
- 1983年12月 - 校区社会福祉協議会の設置が理事・評議会で決定。
- 1985年
  - 4月 - 移動浴槽車派遣事業開始。
  - 10月 - 福祉ボランティアのまちづくり（ボラントピア）事業の指定を受ける。市内全小・中・高校・短大福祉協力校指定制度開始。第1回手作りチャリティー展を開催。
- 1986年10月 - 第1回ボランティアフェスティバル（市民ふくしまつり）開催。
- 1992年
  - 7月 - ふれあいのまちづくり事業の指定を受ける。
  - 12月 - 在宅介護者（寝たきり高齢者）の集い開始。
- 1994年4月 - 今治駅西地区土地区画整理事業に伴い、今治社会福祉センターを廃止し仮事務所に移転。
- 1995年4月 - 福祉・保健・医療連携モデル事業 痴呆性老人・介護者の集い「みかん学級」開始。
- 1997年
  - 8月 - 在宅介護支援センターの受託運営開始。デイサービスセンターの受託運営開始。
  - 9月 - 今治市総合福祉センターが竣工。
  - 10月 - 今治市総合福祉センターの受託運営開始、老人ふれあいの家受託運営開始。
  - 11月 - 24時間ホームヘルパーサービス開始。高齢者生きがいづくり事業受託運営開始。
- 1999年
  - 9月 - 愛媛県より指定居宅介護支援事業所の指定を受ける。
  - 10月 - 愛媛県社会福祉協議会より地域福祉権利擁護事業を受託。
- 2000年
  - 3月 - 愛媛県より指定訪問介護事業者、指定訪問入浴介護事業者、指定通所介護事業者、指定福祉用具貸与事業者の指定を受ける。
  - 4月 - 介護保険制度移行により介護サービスセンター開設。
- 2001年6月 - 手話奉仕員派遣事業を受託。

### 新今治市社会福祉協議会
- 2005年1月 - 今治市・越智郡11町村の社会福祉協議会が対等合併により今治市社会福祉協議会となる。
- 2010年9月 - 子育て応援ヘルパー派遣事業を受託[4]。
- 2025年3月 - 今治市林野火災により、災害ボランティアセンターを開設（同年5月16日閉所）[5]。

## 事業所
- 本部 - 愛媛県今治市南宝来町1丁目9-8 今治市総合福祉センター「愛らんど今治」内
- 朝倉支部 - 愛媛県今治市朝倉下乙112-2 朝倉三世代交流センター内7
- 玉川支部 - 愛媛県今治市玉川町大野甲86-1 玉川福祉センター内
- 波方支部 - 愛媛県今治市波方町樋口甲253 今治市波方支所付属棟1階
- 大西支部 - 愛媛県今治市大西町宮脇甲501-2 今治市大西老人福祉センター内
- 菊間支部 - 愛媛県今治市菊間町池原34
- 吉海支部 - 愛媛県今治市吉海町名1466 吉海老人福祉センター内
- 宮窪支部 - 愛媛県今治市宮窪町宮窪3544-2 宮窪福祉センター内
- 伯方支部 - 愛媛県今治市伯方町木浦甲3930-1 今治市伯方福祉センター内
- 上浦支部 - 愛媛県今治市上浦町甘崎3878-1 今治市上浦福祉センター内
- 大三島支部 - 愛媛県今治市大三島町野々江2435-2 大三島福祉センター内
- 関前支部 - 愛媛県今治市関前岡村甲2525-1 今治市関前高齢者生活福祉センター

### 介護サービス事業所
通所介護（デイサービスセンター）
- デイサービスセンター愛らんど今治 - 今治市南宝来町1-9-8
- デイサービスセンター朝倉 - 今治市朝倉下乙112-2
- デイサービスセンター波方 - 今治市波方町樋口甲264-1
- デイサービスセンター菊間 - 今治市菊間町池原34
- デイサービスセンター宮窪 - 今治市宮窪町宮窪3544-2
- デイサービスセンター伯方 - 今治市伯方町木浦甲3930-1
- デイサービスセンター上浦 - 今治市上浦町甘崎3878-1
- デイサービスセンター大三島 - 今治市大三島町野々江2435-2
- デイサービスセンター関前 - 今治市関前岡村甲2525-1

居宅介護支援
- 今治市社協介護支援センター - 今治市南宝来町1-9-8
- 今治市社協介護支援センター伯方 - 今治市伯方町木浦甲3930-1

訪問介護
- 今治市社協介護サービスセンター玉川 - 今治市玉川町大野甲86-1
- 今治市社協介護サービスセンター大島 - 今治市宮窪町宮窪3544-2

訪問入浴介護
- 訪問入浴センター - 今治市南宝来町1-9-8

福祉用具貸与・販売
- 福祉用具レンタルセンター - 今治市南宝来町1-9-8

グループホーム
- グループホームゆいの家 - 今治市大三島町野々江2435番地1
- グループホームゆいの里 - 今治市大三島町野々江2435番地14